# ۲۶۱ (قمری)
۲۶۱ (قمری)، دویست و شصت و یکمین سال در گاهشماری هجری قمری است. اول محرم این سال برابر با بیستم اکتبر سال ۸۷۴ میلادی است.

## رویدادها
- بنیان‌گذاری امارت سامانی در سمرقند به دست نصر یکم سامانی